# Ochthebius akbuluti
Ochthebius akbuluti är en skalbaggsart som beskrevs av Jäch, Kasapoglu och Erman 2003. Ochthebius akbuluti ingår i släktet Ochthebius och familjen vattenbrynsbaggar. Inga underarter finns listade i Catalogue of Life.